# علي محسني (قرية)
علي محسني (بالفارسية: علی‌محسنی) هي منطقة سكنية في محافظة فارس إيران التابعة لبلدة أشكنان مقاطعة لامرد.

## السكان
تقع هذه القرية في قسم خيركو وحسب إحصاءات سنة 2006 كان عدد سكانها 33 نمسة يعيشون في 10 مسكن.